# Corró d'Avall
Corró d'Avall és una entitat de població adscrita administrativament al municipi de les Franqueses del Vallès (al Vallès Oriental), que forma un continuu urbà amb la conurbació de Granollers. Avui dia ha assumit la capitalitat del municipi i allotja una població de 9.489 persones (2021)A principis del segle XX es descrivia aquesta localitat com a "caseriu del terme de Llerona". Ferran Canyameres atribueix a un fet succeït a Corró d'Avall al segle XVI l'adopció del nom les Franqueses que ha esdevingut el nom del municipi. Sembla que la localitat esdevingué en algun moment una sagrera, entorn de l'església de Santa Eulàlia. S'esmenta Corró d'Avall com una de les múltiples localitats on, per carnestoltes, es ballava el ball de l'Espolsada, juntament a les Franqueses, Corró d'Amunt i diversos llocs majoritàriament a la plana vallesana i l'Alt Maresme.